# Jared Rushton
Jared Michael Rushton (Provo, 3 de março de 1974) é um músico e ator americano. Ele é mais conhecido por seus papéis em vários filmes do final dos anos 1980, incluindo Honey, I Shrunk the Kids, Big e Overboard. Ele foi indicado para dois Prêmio Saturno e dois Young Artist Awards. Ele também é conhecido por seus papéis em Roseanne e Pet Sematary II. Rushton é guitarrista da banda de rock Deal by Dusk.

## Filmografia
- Pet Sematary II (1992 - Brasil: Cemitério Maldito II /Portugal: Cemitério Vivo II)
- A Cry in the Wild (1990)
- Honey, I Shrunk the Kids (1989 - no Brasil: Querida, Encolhi as Crianças, em Portugal: Querida, Eu Encolhi os Miúdos)
- Big (1988 - no Brasil: Quero Ser Grande, em Portugal: Big)
- Lady in White (1988)
- Overboard (1987 - no Brasil: Um salto para a felicidade, em Portugal: Pela borda fora)